# Bucky Bug
Bucky Bug est un personnage de fiction de bande dessinée appartenant à l'univers des Silly Symphonies, créé par la Walt Disney Company. Cette coccinelle est apparue en 1932 dans une série de comic strips, basée sur un scénario d'Earl Duvall, qui quitta Disney juste après au profit de Warner Brothers.
Il était publié en planche hebdomadaire dominicale puis de manière mensuelle. La première histoire est La maison de Boris (Bucky Makes His Name), publiée entre le 10 janvier et le 10 avril 1932.
C'est le premier personnage de Disney en dehors de l'Univers de Mickey Mouse à naître en bande dessinée. Bucky Bug est aussi paru dans  Walt Disney's Comics and Stories, sous le crayon entre autres d'Al Taliaferro et de Carl Buettner.
Une constante de la série est que les personnages parlent en rime.
La publication mensuelle des histoires de Bucky a pris fin en 1950 mais est les histoires ont fréquemment été republiées depuis, sans nouveaux scénarios.
L'univers de Bucky Bug comporte d'autres personnages tels que :
- June Bug, la petite amie puis femme de Bucky[3] ;
- Bo Bug, un sans-abri, meilleur ami de Bucky[4] ;
- le Maire, maire du village et père de June[5] ;
- Grandpa Bootle Beetle, le grand-père adoptif de Bucky[6].

Il est possible de trouver une ressemblance avec le personnage de la coccinelle de Marcel Gotlib mais aucun élément ne permet une quelconque relation en dehors de l'insecte utilisé.